# Zofia Tynecka
Zofia Helena Tynecka (zm. 13 września 2022) – polska farmaceutka, mikrobiolog, prof. dr hab.

## Życiorys
W 1952 r. ukończyła studia z farmacji w Akademii Medycznej im. prof. Feliksa Skubiszewskiego w Lublinie, w 1991 r. uzyskała tytuł profesora nauk farmaceutycznych. Pracowała w Katedrze i Zakładzie Mikrobiologii Farmaceutycznej na Wydziale Farmaceutycznym z Oddziałem Analityki Medycznej Akademii Medycznej im. Feliksa Skubiszewskiego w Lublinie.
Była członkiem honorowym Polskiego Towarzystwa Mikrobiologów.

## Odznaczenia i wyróżnienia
- Medal Komisji Edukacji Narodowej[1]
- Odznaka Honorowa „Za wzorową pracę w służbie zdrowia”[1]
- Złoty Krzyż Zasługi[1]
- Krzyż Kawalerski Orderu Odrodzenia Polski[1]